# Elección a la Duma de Moscú de 2019
La séptima convocatoria a las elecciones de la Duma de Moscú tuvieron lugar el 8 de septiembre de 2019. En las elecciones se eligieron los 45 diputados de la Duma. La legislatura durará 5 años.

## Circunscripciones

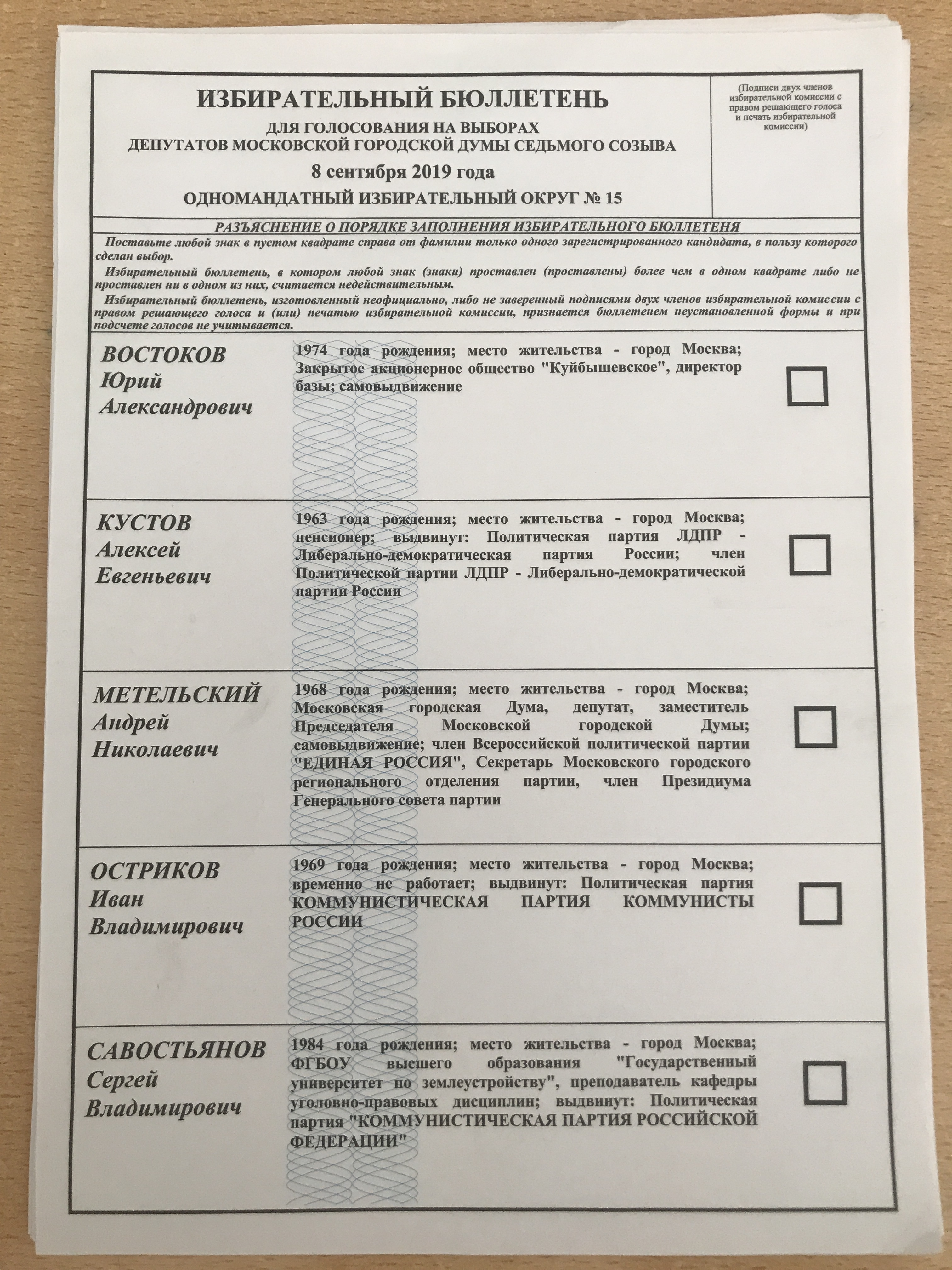
Lista electoral

Circunscripciones de Moscú

Las circunscripciones fueron diseñadas y adoptadas el 30 de abril de 2014.

## Crisis política
La campaña electoral fue marcada por protestas opositoras en contra de la restricción de participar a varios candidatos por parte de las autoridades.

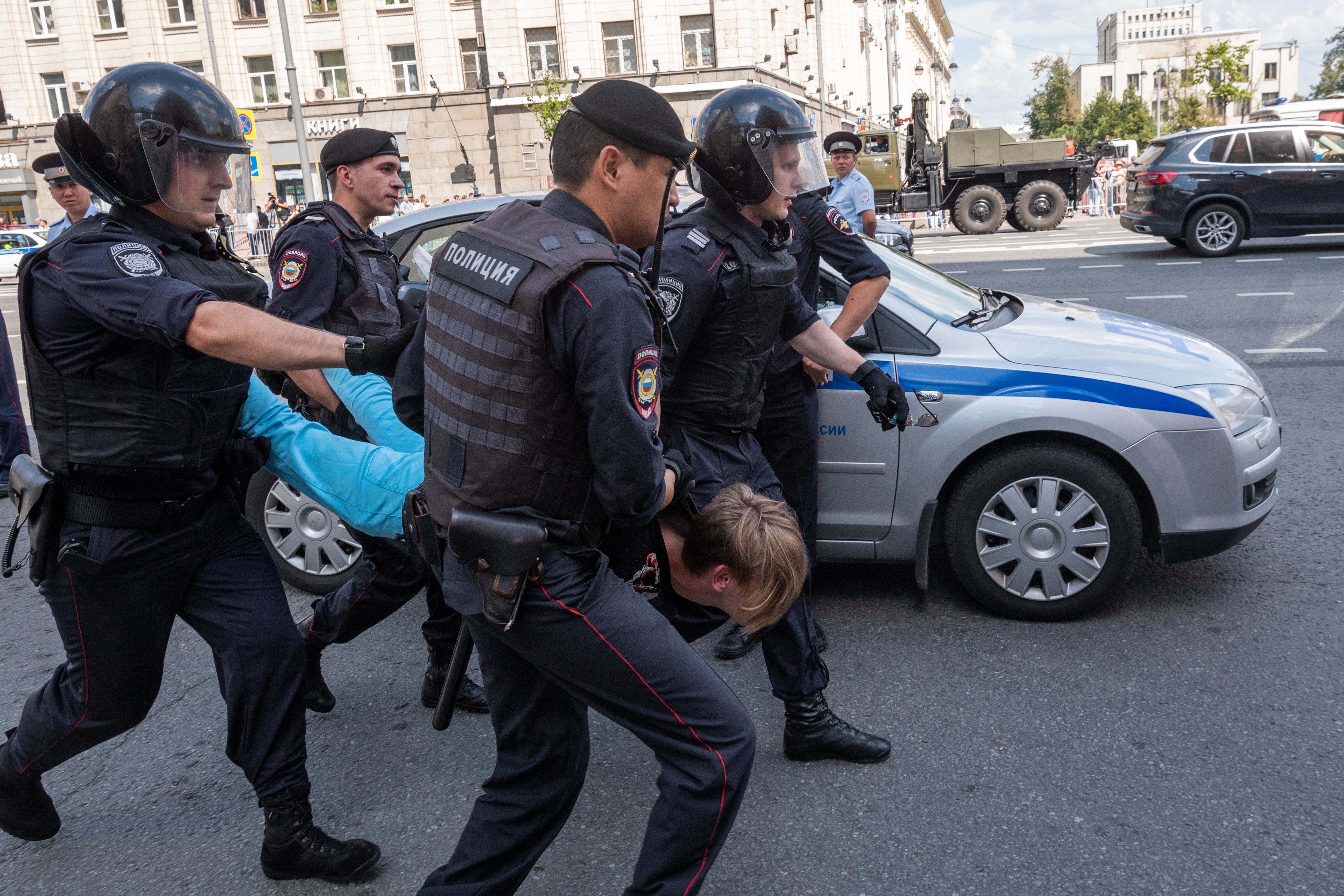
Huelga en defensa de los candidatos opositores, 27 de julio de 2019.

## Voto Inteligente
Los resultados de las elecciones a la Duma de la ciudad de Moscú también fueron influenciados por el Voto inteligente de Alekséi Navalni, un proyecto cuyo propósito era organizar una votación para cualquier candidato «único» no asociado con el partido del Rusia Unida, votantes en apoyo de este concepto para reducir la representación de este partido en el parlamento de Moscú.

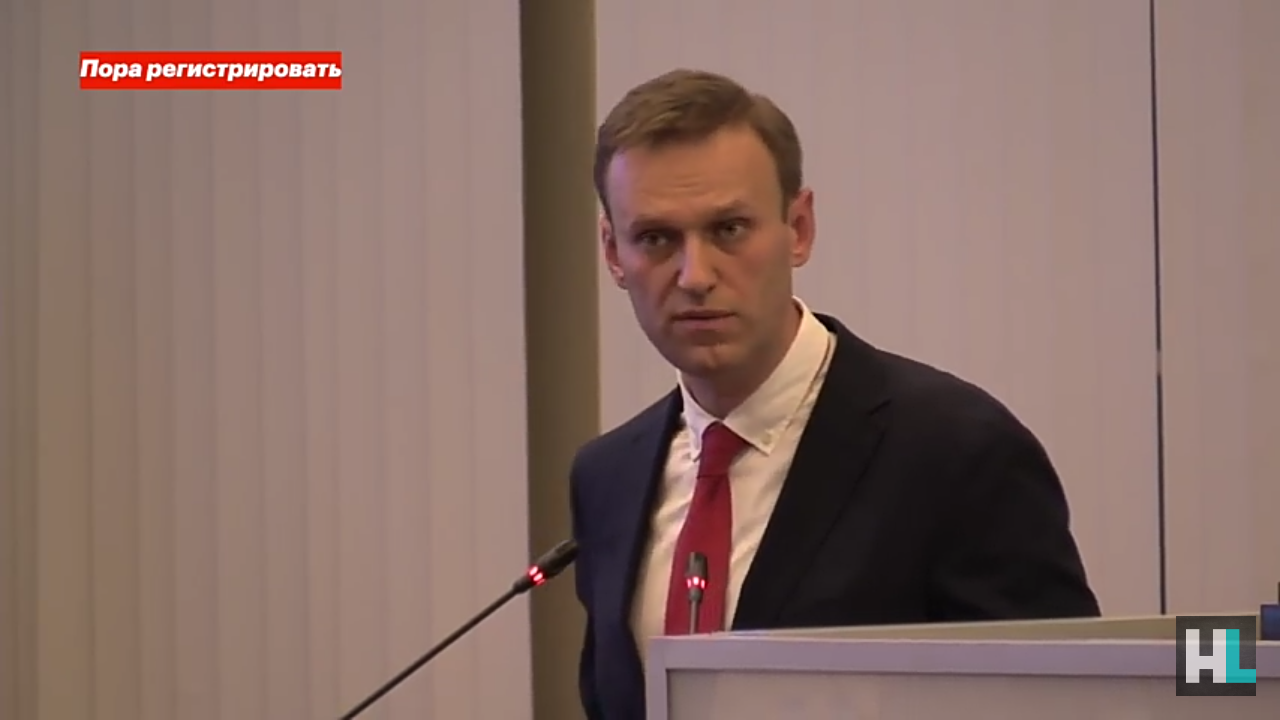
Alekséi Navalni, fundador del «voto inteligente».

En las elecciones, se emitieron más votos para los candidatos con voto inteligente que para los representantes de Rusia Unida: 586 286 frente a 555 063. De los 45 escaños en la Duma, los miembros de Rusia Unida ganaron 18 y, a diferencia de elecciones anteriores, ninguno de ellos recibió más del 50 % de los votos.
En San Petersburgo, los candidatos a «Voto inteligente» recibieron 386 de 1560 mandatos. En 2014, los candidatos de «Rusia Unida» recibieron 1390 de 1560 mandatos.
Según Alekséi Navalni, «varios cientos de miles de personas han participado en esto. Si hay un par de millones en el próximo ciclo y diez millones en el próximo ciclo, ya no habrá “Rusia unida”. El próximo día de votación está programado para el 13 de septiembre de 2020. Durante el mismo, se celebrarán elecciones para los gobernadores de 17 entidades constituyentes de Rusia y elecciones para diputados de los cuerpos legislativos del poder estatal en 11 entidades constituyentes de Rusia, mientras que el registrados en el Smart Vote son cada vez más».

## Resultados
|                                    |                                         |           |       |         |     |  |  |  |  |  |  |  |  |  |
| Partido                            | Partido                                 | Votos     | %     | Escaños | +/- |  |  |  |  |  |  |  |  |  |
|                                    | Partido Comunista de la Federación Rusa | 499 643   | 32,62 | 13      | 8   |  |  |  |  |  |  |  |  |  |
|                                    | Rusia Unida                             | 495 591   | 32,35 | 25      | 13  |  |  |  |  |  |  |  |  |  |
|                                    | Rusia Justa                             | 196 896   | 12,85 | 3       | 3   |  |  |  |  |  |  |  |  |  |
|                                    | Partido Liberal-Demócrata de Rusia      | 138 145   | 9,02  | 0       | 1   |  |  |  |  |  |  |  |  |  |
|                                    | Comunistas de Rusia                     | 79 062    | 5,16  | 0       | 8px |  |  |  |  |  |  |  |  |  |
|                                    | Yabloko                                 | 63 193    | 4,13  | 4       | 4   |  |  |  |  |  |  |  |  |  |
|                                    | Rodina                                  | 12 187    | 0,80  | 0       | 1   |  |  |  |  |  |  |  |  |  |
|                                    | Partido Ecológico Ruso "Los Verdes"     | 2155      | 0,14  | 0       | 8px |  |  |  |  |  |  |  |  |  |
|                                    | Fuerza Cívica                           | 1945      | 0,13  | 0       | 8px |  |  |  |  |  |  |  |  |  |
|                                    | Partido del Crecimiento                 | 1253      | 0,08  | 0       | 8px |  |  |  |  |  |  |  |  |  |
|                                    | Independientes                          | 41 802    | 2,73  | 0       | 8px |  |  |  |  |  |  |  |  |  |
|                                    |                                         |           |       |         |     |  |  |  |  |  |  |  |  |  |
| Votos válidos                      | Votos válidos                           | 1 531 872 | 96,28 | -       | -   |  |  |  |  |  |  |  |  |  |
| Votos blancos y nulos              | Votos blancos y nulos                   | 59 182    | 3,72  | -       | -   |  |  |  |  |  |  |  |  |  |
| Total                              | Total                                   | 1 591 054 | 100   | 45      | 8px |  |  |  |  |  |  |  |  |  |
| Votantes registrados/Participación | Votantes registrados/Participación      | 7 308 469 | 21.77 | -       | -   |  |  |  |  |  |  |  |  |  |